# Zorion angustifasciatum
Zorion angustifasciatum là một loài bọ cánh cứng trong họ Cerambycidae.